# Brezna (Sava)
Brezna je hrvatska rječica u Brodsko-posavskoj županiji. Izvire na Dilju, kod Korduševaca. Duga je 11,4 km. Kod autoceste A3 se ulijeva u Lateralni kanal, koji Breznu povezuje sa Savom.
Prolazi kroz sljedeća naselja: Korduševci, Šušnjevci, Trnjani i Zadubravlje.